# Tricholome colombette
Tricholoma columbetta
Espèce
Synonymes
- Agaricus columbetta Fr., 1821 (basionyme)

Tricholoma columbetta, le Tricholome colombette, est une espèce de champignons (Fungi) de la famille des Tricholomataceae et du genre Tricholoma. C'est un champignon charnu entièrement blanc à l'exception de la base de son pied parfois tachée de bleu. Présent sur l'hémisphère Nord, il est principalement associé aux hêtres sur sols acides et pauvres. Il s'agit d'un bon champignon comestible dont la rareté et la délicatesse incitent à une dégustation simple. Lors de sa cueillette, il est important de prendre garde à discriminer les Amanites blanches mortelles ainsi que l'Entolome livide. 

## Taxonomie

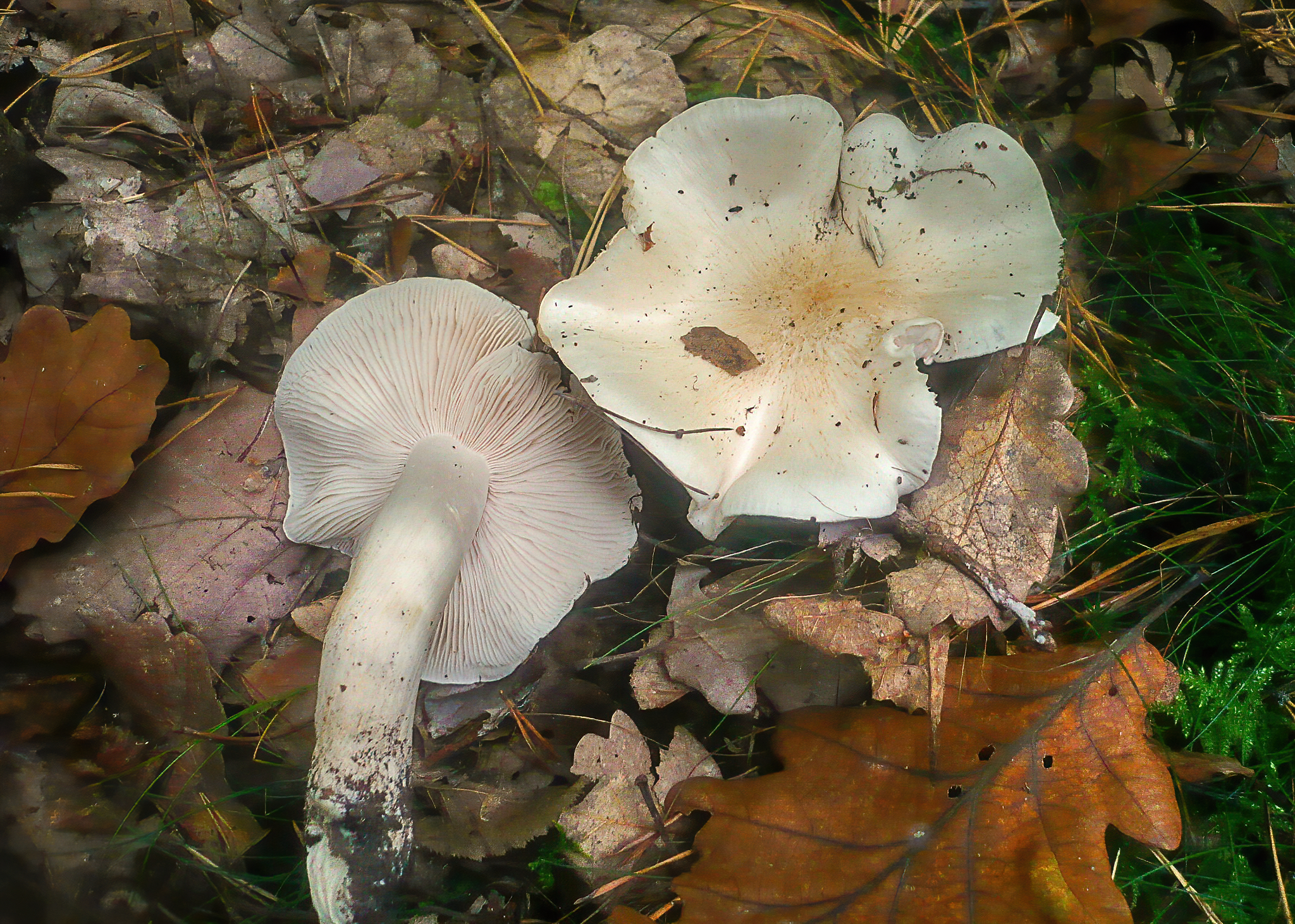
Tricholoma columbetta, Autriche

Cette espèce est décrite par le mycologue suédois et père de la mycologie moderne Elias Magnus Fries en 1821 sous le nom binomial Agaricus columbetta. Le genre Agaricus est à cette époque de définition très large, proche de celle de l'ordre des Agaricales actuelle. L'espèce est ensuite placée dans le genre Tricholoma par l'allemand Paul Kummer en 1871.
Le Tricholome colombette est placé par Marcel Bon dans la section Albata. Les représentants de  cette section ont des fructifications à prédominance blanche ou blanchâtre avec des chapeaux secs et soyeux. Les boucles de conjugaison sont très rares ou manquantes et n'apparaissent que dans l'hymenium.
En 1975, Marcel Bon déclasse le taxon Agaricus sericeus Krombholz, 1836 pour en faire la variété Tricholoma columbetta var. sericeum. Il la décrit comme ayant un chapeau moins conique, à grain fin, avec un disque rougeâtre ou des tons brun rougeâtre au centre du chapeau. Elle est aujourd'hui considérée comme un synonyme de l'espèce Entoloma sericeum.

### Étymologie et nomenclature
Son épithète spécifique, columbetta, provient du latin columba (« colombe »)  auquel est ajouté le suffixe diminutif -etta signifiant alors « petite colombe », en raison de sa blancheur quasi-immaculée. En français, ce nom scientifique a été vulgarisé en « Tricholome colombette » ou plus simplement « Colombette » et également « Tricholome blanche colombe ». Les cueilleurs vosgiens nomment également cette espèce le « Petit-gris blanc » par comparaison avec Tricholoma terreum, le Petit-gris.

## Description

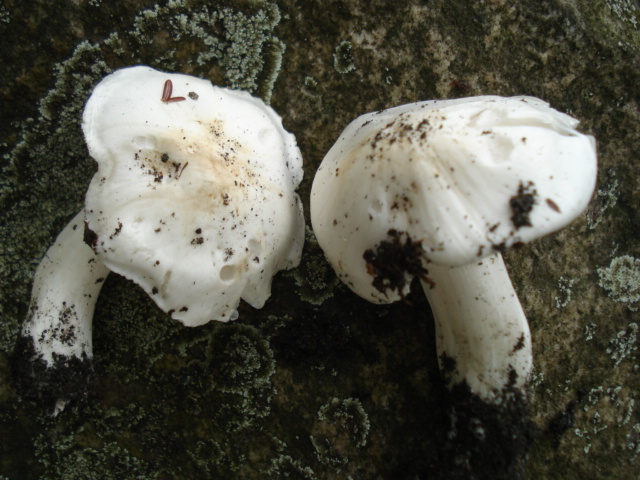
Tricholoma columbetta, Pennsylvanie, USA

Le Tricholome colombette présente un chapeau mesurant de 40 à 100 mm de diamètre, d'abord conique à convexe, puis s'aplatissant avec l'âge, en conservant parfois un léger mamelon central. Sa cuticule brillante et gentiment visqueuse lorsque le temps est humide, est légèrement radialement fibrilleuse à soyeuse et se pèle très facilement. Colorée d'un blanc pur, elle peut parfois prendre une couleur jaune crème en son centre. Sa marge aiguë, parfois découpée et souvent duveteuse reste longtemps incurvée puis s'ondule avec l'âge. Sa chair est blanche et ferme exhale un léger parfum de farine, son goût étant à l'avenant. Ses lames larges et échancrées sont d'un blanc pur. Son pied pelucheux mesurant de 60 à 100 mm de long pour 15 à 30 mm de diamètre, est coloré de blanc se tachant parfois de bleu sur son extrémité radicante,,.

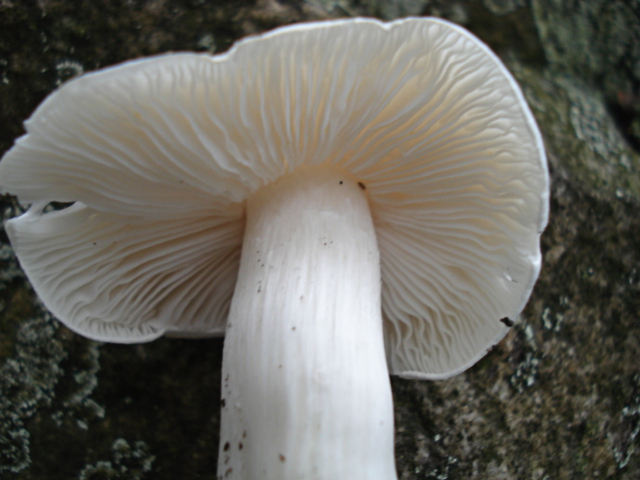
Tricholoma columbetta, Pennsylvanie, USA

Les spores, mesurant de 6 à 7 μm de long pour de 4 à 5 μm de large, sont elliptiques à ovoïdes voire presque larmiformes et présentent une grosse guttule. Elles sont portées par quatre par des basides serrées en forme de massue classique. Elles ne présentent qu’exceptionnellement une boucle de conjugaison à leur base. Il n'y a pas de cystides,.

## Confusions possibles

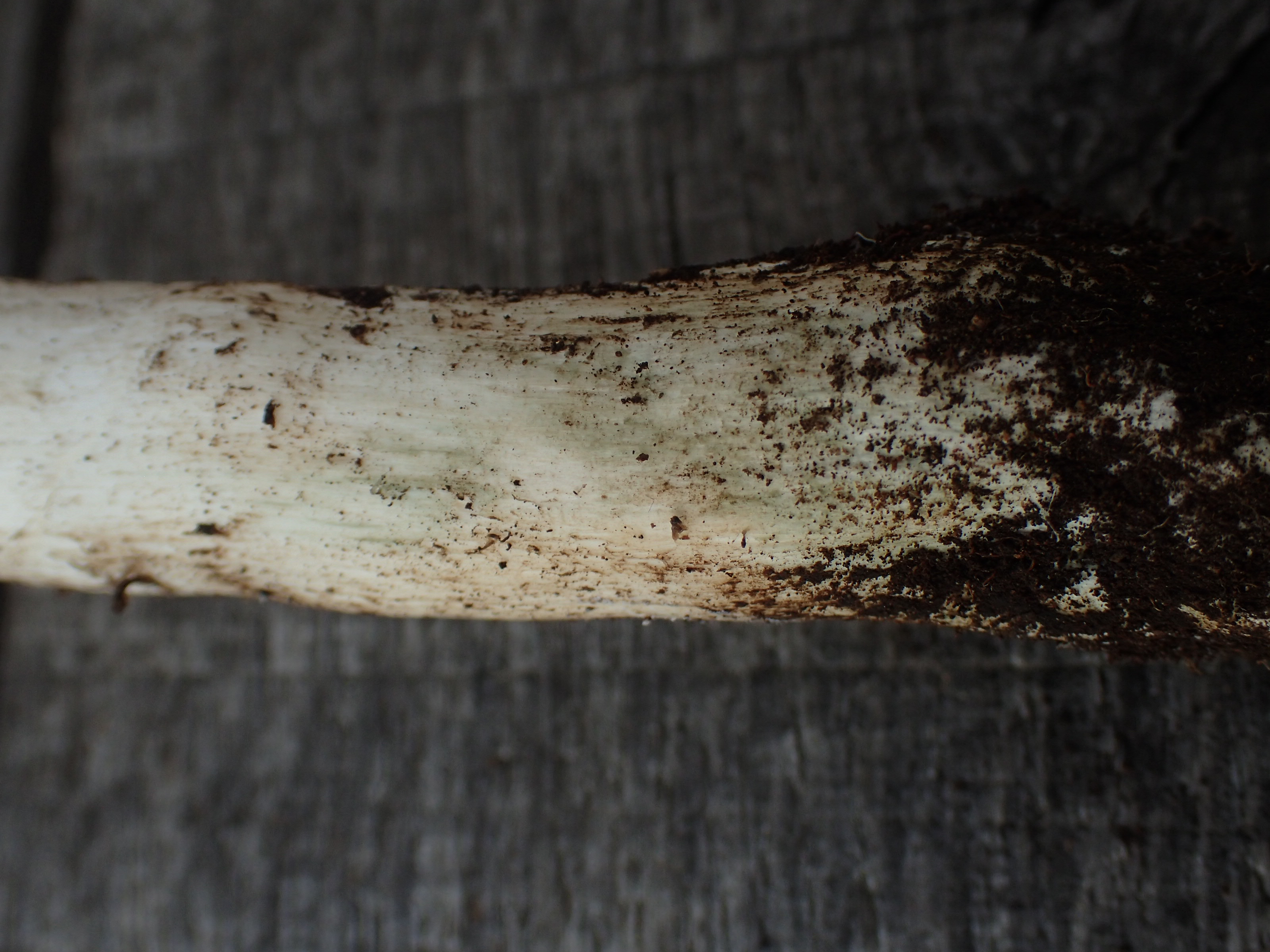
Pied de T. columbetta très légèrement lavé de bleu (Haute-Loire, France).

Cette espèce se distingue des autres Tricholomes par son chapeau non mamelonné et entièrement blanc comme ses lames, sa cuticule soyeuse se pelant facilement et son pied blanc parfois taché de bleu à son extrémité.
Le Tricholome colombette peut être confondu avec d'autres champignons blancs tels que certaines Amanites toxiques comme l'Amanite phalloïde et l'Amanite vireuse, mais la présence de volve et d'anneaux les discrimineront. Plus difficile est la ressemblance avec le très toxique Entolome livide qui se distingue par son chapeau fortement fibrilleux et ses lames jaune pâle se colorant de rose lors de la sporulation ; les jeunes spécimens peuvent être assez difficiles à déterminer. 
Moins dangereuses sont les confusions concernant Tricholoma albidum, plus petit et au chapeau mamelonné ainsi que la variété album de Tricholoma portentosum, également comestible, qui se distingue par ses teintes jaunes dans ses lames et sur son pied et Tricholoma umbonatum sous ses couleurs blanches, qui présente un chapeau plus foncé orné d'un umbo proéminent et des lames plus serrées à l'odeur plus faible. Inféodée au Hêtre, cette espèce pousse surtout sur sol calcaire.

## Écologie et distribution
Ectomycorhizien, le Tricholome colombette affectionne principalement les hêtraies mais également chênaies, et boulaies, plus rarement les forêts de conifères, principalement sur sol pauvres, silicieux, sableux et acide, jamais sur sol calcaire. Il pousse de août à octobre de façon isolée ou en petites troupes, tapis dans les feuilles et les mousses,,.
Présente sur l'ensemble de l'hémisphère Nord dont la majorité du territoire métropolitain français, la Colombette y est cependant considérée comme relativement rare. Elle est d'ailleurs classée comme espèce vulnérable en Belgique.

## Comestibilité

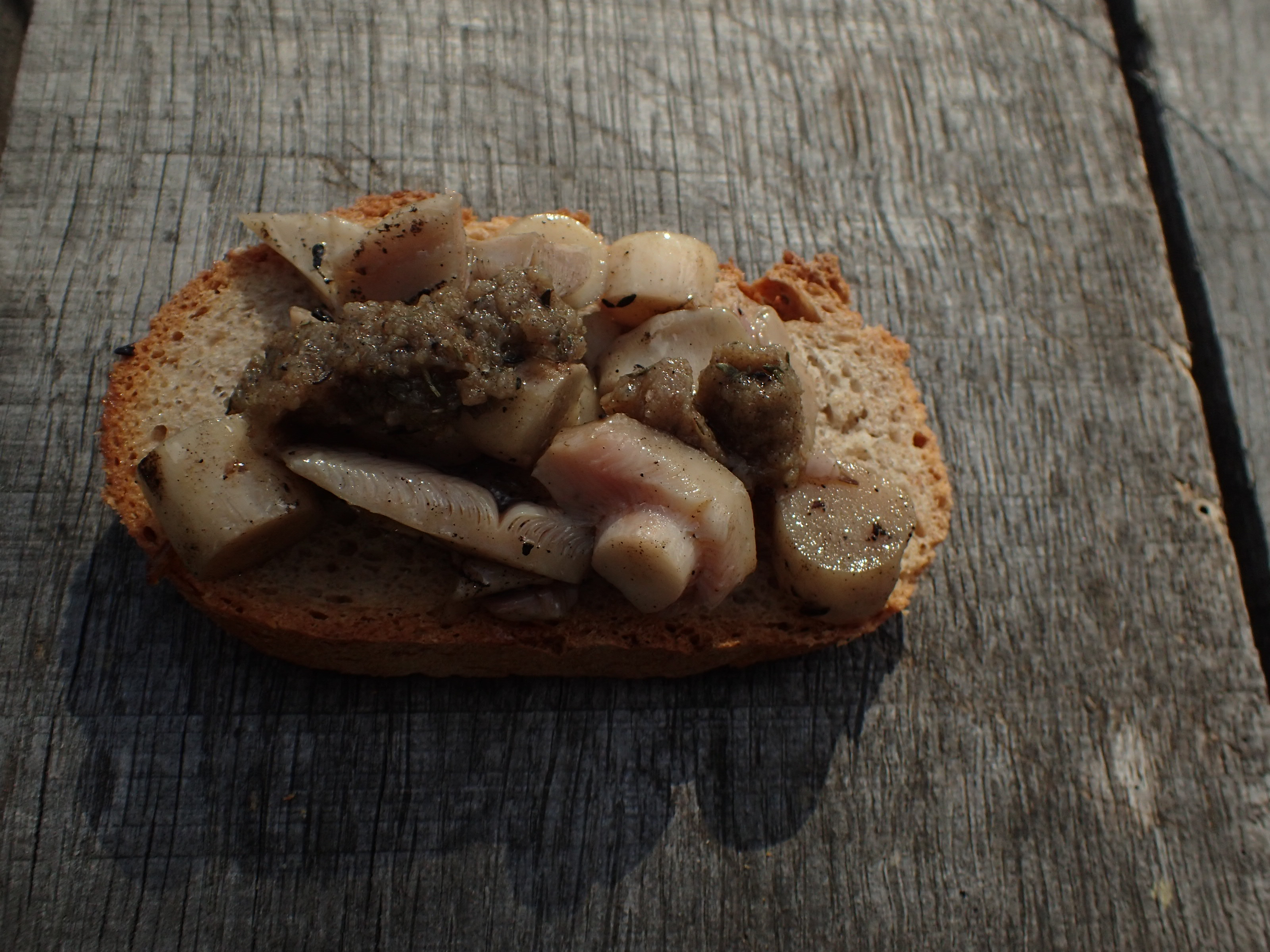
Tricholome colombette sur une tranche de pain de seigle

Il s'agit d'un bon champignon comestible, dont la vente est autorisée en France. Charnu, il dégage une odeur et un goût délicat de farine et n'est jamais gâté par les insectes. Sa rareté incite à le déguster seul. Il est récolté en France, particulièrement dans les Vosges ; cependant, sa consommation est rare et semble inconnue de nombreux peuples à travers l'hémisphère Nord.